# 国際連合安全保障理事会決議662
国際連合安全保障理事会決議662（こくさいれんごうあんぜんほしょうりじかいけつぎ662、英: United Nations Security Council Resolution 662）は、1990年8月9日に国際連合安全保障理事会で採択されたイラク・クウェート情勢に関する決議。略称はUNSCR662。

## 概要
国連安保理決議662は、湾岸戦争に関する決議で、イラク政府によるクウェートの「包括的かつ永続的な併合」（"comprehensive and eternal merger"）宣言を受けて緊急招集された理事会で決議されたもの。イラクに対し再度、1990年8月1日の配備位置まで全部隊を即時かつ無条件に撤退させることを求めた。決議は全会一致で採択された。

## 主な内容
- イラクによるクウェートの併合には全く正当性がなく無効であると決定
- 全加盟国、国際機関及び特別機関に対し、併合を認めず、また併合を認めることに繋がるようないかなる行動も慎むことを要請
- イラクに対し、クウェートの併合を意図するあらゆる行動を撤回することを要求
- イラクによる侵攻を早期に終結するため、この問題を引き続き議題として留保することを決定